# Santiago de la Puebla
Santiago de la Puebla è un comune spagnolo di 426 abitanti situato nella comunità autonoma di Castiglia e León.